# Schweinitz (vattendrag)
Schweinitz (tyska) eller Svídnice (tjeckiska) är ett vattendrag som bildar gräns mellan Tjeckien och Tyskland, ett biflöde till Flöha. Det rinner upp vid dammen Černý rybník i Tjeckien, vars omgivningar är naturreservat.